# Agelanthus platyphyllus
Agelanthus platyphyllus là một loài thực vật có hoa trong họ Loranthaceae. Loài này được (Hochst. ex A.Rich.) Balle mô tả khoa học đầu tiên năm 1970.